# Raúl Rivero
Raúl Ramón Rivero Castañeda (Morón, 23 de novembro de 1945 — Miami, 6 de novembro de 2021) foi um jornalista, ativista político e poeta cubano.
Em 1995, fundou a agência de notícias Cuba Press, incentivando a prática do jornalismo independente em seu país. Por sua oposição a Fidel Castro, foi preso em março de 2003 com mais 27 colegas, no ato conhecido como Primavera Negra, e condenado a 20 anos de reclusão em um julgamento sumário. Foi libertado em novembro de 2004 depois de forte pressão internacional. Ele esteve no exílio na Espanha desde 2005, onde permaneceu por uma década antes de se mudar para Miami.
Recebeu da Unesco o Prêmio Guillermo Caño de Liberdade de Imprensa em 2004.
No Brasil, seu único livro publicado é Provas de contato, pela Editora Barcarolla, em 2006.